# Тополя китайська
Тополя китайська (Populus simonii) — вид квіткових рослин з родини вербових (Salicaceae). Поширений у Східній Азії (Китай, Корея).

## Середовище
Населяє гори, рівнини, алювіальні відклади, долини; від ≈ рівня моря до 3000 метрів

## Біоморфологічна характеристика
Дерева до 20 метрів заввишки; стовбур до 50 см у діаметрі на рівні грудей; кора в молодості сірувато-зелена, на старих деревах темно-сіра, бороздчаста; крона напівокругла. Гілочки молодих дерев і паростки зазвичай рум'яні, стають жовтувато-коричневими, помітно кутасті; гілочки старих дерев загнуті, тонкі, голі. Бруньки коричневі, подовжені, в'язкі, верхівка загострена. Ніжка листка жовтувато-зелена або червонувата, 0.5–4 см; листкова пластинка ромбічно-яйцеподібна, ромбічно-еліптична або ромбічно-оберненояйцеподібна, 3–12 × 2–8 см, найширша над серединою, абаксіально (низ) сірувато-зелена або злегка біла, адаксіально яскраво-зеленувата, гола, основа клиноподібна, ширококлиноподібна або вузькозаокруглена, край зубчастий, верхівка різко загострена або загострена. Чоловіча сережка 2–7 см. Жіноча сережка 2.5–6 см, до 15 см у плоді. Коробочка дрібна, гола або запушена, 2- або 3-стулкова. Період цвітіння: березень — травень. Період плодіння: квітень — червень. 2n = 38.

## Використання
Вид використовується як культивоване дерево.